# Katekan (Gantiwarno)
Katekan is een bestuurslaag in het regentschap Klaten van de provincie Midden-Java, Indonesië. Katekan telt 1531 inwoners (volkstelling 2010).